# Хантер, Фрэнсис
Фрэнсис Таунсенд Хантер (англ. Francis Townsend Hunter; 28 июня 1894 года, Нью-Йорк, США — 2 декабря 1981, Палм-Бич, Флорида, США) — американский теннисист; олимпийский чемпион в мужском парном разряде на играх 1924 года в Париже; победитель трёх турниров Большого шлема в парном разряде (Уимблдон-1924, Уимблдон-1927, Чемпионат США-1927); финалист трёх турниров Большого шлема в одиночном разряде (Уимблдон-1923, Чемпионат США — 1928, Чемпионат США — 1929). Член Международного зала теннисной славы с 1961 года.

## Биография и личная жизнь
Хантер окончил Корнеллский университет в 1916 году. Фрэнсис женился на актрисе Лизетт Вереа в 1954 году и стал её вторым мужем.

## Спортивная карьера
Хантер играл в финале Уимблдонского турнира в 1923 году, но проиграл Биллу Джонстону.
Хантер выиграл золотую медаль в Париже на летних Олимпийских играх 1924 года в парном разряде вместе с Винсентом Ричардсом.
Он дошел до финала чемпионата США в одиночном разряде в 1928 году, где проиграл Анри Коше в пяти сетах.
Он вышел в свой третий финал турниров Большого Шлема в одиночном разряде на Чемпионате США в 1929 году, но вновь проиграл в пяти сетах Биллу Тилдену.
Хантер стал профессионалом в середине января 1931 года, присоединившись к Биллу Тилдену. В 1933 году он вышел в финал чемпионата США по теннису среди профессионалов, но проиграл Винсенту Ричардсу. Помимо участия в профессиональном туре, Хантер также был промоутером, в том числе продвигал первое турне Перри-Вайнза в 1937 году вместе с Ховардом Шеллом.
В 1961 году его имя было включено в списки Международного зала теннисной славы.

## Участие в финалах турниров Большого шлема за карьеру (10)

### Одиночный разряд (3)

#### Поражения (3)
| Год  | Турнир              | Соперник в финале | Счёт в финале           |
| ---- | ------------------- | ----------------- | ----------------------- |
| 1923 | Уимблдонский турнир | Билл Джонстон     | 0-6, 3-6, 1-6           |
| 1928 | Чемпионат США       | Анри Коше         | 6-4, 4-6, 6-3, 5-7, 3-6 |
| 1929 | Чемпионат США (2)   | Билл Тилден       | 6-3, 3-6, 6-4, 2-6, 4-6 |

### Мужской парный разряд (3)
Победы (3)
| Год  | Турнир              | Партнёр         | Соперники в финале                   | Счёт в финале            |
| ---- | ------------------- | --------------- | ------------------------------------ | ------------------------ |
| 1924 | Уимблдонский турнир | Ричардс Винсент | Ричард Норрис Уильямс Уотсон Уошберн | 6-3, 3-6, 8-10, 8-6, 6-3 |
| 1927 | Уимблдонский турнир | Билл Тилден     | Жак Брюньон Анри Коше                | 1-6, 4-6, 8-6, 6-3, 6-4  |
| 1927 | Чемпионат США       | Билл Тилден     | Билл Джонстон Ричард Норрис Уильямс  | 10-8, 6-3, 6-3           |

### Смешанный парный разряд (4)

#### Победы (2)
| Год  | Турнир                  | Партнёр          | Соперники в финале                 | Счёт в финале |
| ---- | ----------------------- | ---------------- | ---------------------------------- | ------------- |
| 1924 | Уимблдонский турнир     | Хелен Уиллз-Муди | Джоан Фрай-Лейкмен Иэн Коллинз     | 6-1, 6-4      |
| 1927 | Уимблдонский турнир (2) | Элизабет Райан   | Кэтлин Маккейн-Годфри Лесли Годфри | 8-6, 6-0      |

#### Поражения (2)
| Год  | Турнир                | Партнёр          | Соперники в финале                   | Счёт в финале |
| ---- | --------------------- | ---------------- | ------------------------------------ | ------------- |
| 1928 | Чемпионат Франции     | Хелен Уиллз-Муди | Эйлин Беннетт-Уиттингстолл Анри Коше | 6-3, 3-6, 3-6 |
| 1929 | Чемпионат Франции (2) | Хелен Уиллз-Муди | Эйлин Беннетт-Уиттингстолл Анри Коше | 3-6, 2-6      |